# Веркор
 Тази статия е за планината във Франция.  За писателя вижте Веркор (писател).  
Веркор (на френски: Vercors) е планински масив в Дофинийските Алпи, на територията на департаментите Изер и Дром в региона Оверн-Рона-Алпи. На северозапад граничи с Ронската низина, а на изток и юг с предалпийските масиви Шартрьоз, Тайфер и Диоа. Геоложката му основа е варовикова, на което се дължи силно пресечения релеф, а най-висока точка е връх Гран Веймон (2 341 m).